# Zaireichthys kafuensis
Zaireichthys kafuensis és una espècie de peix pertanyent a la família dels amfílids i a l'ordre dels siluriformes.

## Etimologia
Zaireichthys prové del riu Zaire (el nom com era conegut abans el riu Congo) i del mot grec ichtys (peix), mentre que kafuensis fa referència al riu on viu.

## Descripció
Tant el mascle com la femella fan 2,4 cm de llargària màxima. Atès que és similar morfològicament a Zaireichthys rotundiceps, hi fou confós en un principi. Línia lateral curta i estesa fins a l'origen de l'aleta adiposa. Pell suau. Musell arrodonit, curt i sense projectar-se molt més enllà del llavi superior. Ulls moderats. El tub carnós del nariu anterior és gairebé tant llarg com la meitat del diàmetre dels ulls. Boca lleugerament inferior a la meitat de l'amplada del cap. Les barbetes sensorials maxil·lars arriben a les bases de les aletes pectorals. Aleta adiposa mitjana amb relació a les altres espècies del gènere i sense atansar-se molt als radis que sobresurten de l'aleta caudal. Aleta caudal lleugerament emarginada i amb els lòbuls arrodonits (l'inferior és lleugerament més llarg que el superior i té 6-7 radis ramificats, mentre que el superior en té 5-6). Aleta anal amb 11-12 radis (els primers 5-6 simples). Aletes pectorals arrodonides, estenent-se fins a l'extrem de la base de l'aleta dorsal i sense arribar a les pelvianes. L'holotip mostra 6 radis ramificats a una aleta pectoral i set a l'altra, mentre que els paratips en tenen 6. Aletes pelvianes arribant a prop de la vora anterior de l'aleta adiposa i sense arribar a l'anal. 36 o 37 vèrtebres. 6 parells de costelles. És de color groguenc i amb la part superior del cap més fosca. Taques fosques a la base de l'aleta dorsal i on comença l'aleta adiposa, les quals formen part d'una sèrie d'aproximadament 9 taques més fosques situades a la superfície dorsal. 10-12 taques fosques als flancs. Aleta dorsal amb una franja fosca. Aleta caudal amb una banda fosca i en forma de mitja lluna basal i una altra cap a l'extrem de la susdita aleta. Es diferencia de Zaireichthys monomotapa per tindre un patró de coloració més esquitxat, la presència de només 5 radis ramificats a l'aleta dorsal i una línia lateral més curta; de Zaireichthys pallidus per presentar unes barbetes sensorials més curtes i un menor nombre de radis ramificats a l'aleta caudal (13 vs. 11); i de Zaireichthys kavangoensis per posseir un nombre més gran de radis a les aletes imparelles.

## Hàbitat i distribució geogràfica
És un peix d'aigua dolça, bentopelàgic i de clima tropical, el qual viu a Àfrica: és un endemisme dels hàbitats sorrencs del riu Kafue (la conca del riu Zambezi) aigües amunt de la presa Kafue Gorge a Zàmbia.

## Observacions
És inofensiu per als humans i el seu índex de vulnerabilitat és baix (10 de 100).